# لوني برادلي
لوني برادلي (بالإنجليزية: Lonnie Bradley)‏ (16 سبتمبر 1968 بتشارلستون في الولايات المتحدة - ) هو ملاكم أمريكي، صنّف ضمن فئة الوزن المتوسط.

## وصلات خارجية
- لوني برادلي على موقع بوكس ريك (الإنجليزية) (registration required)